# Al Hindi
Rahmatoullah al-Hindi ou Rahmatoullah Kaïranawi (arabe : رحمت الله الهندي الكيرواني), né le 9 mars 1817 ou en 1818 à Kaïrana (en) dans les provinces cédées et conquises (en) et mort en 1891 à La Mecque dans le vilayet du Hedjaz, est un érudit musulman (alem) indien affilié à l'école (madhhab) de jurisprudence (fiqh) hanafite et à l'école théologique maturidite. Son nom complet est Muhammad Rahmatoullah al-Othmani al-Hindi.
Il est célèbre pour son débat de 1854 avec le révérend Pfander (en) et surtout pour son livre Iz'hâr ul-Haqq (en) ou Manifestation de la Vérité, duquel s’inspirera grandement le prédicateur (da'i) contemporain Ahmed Deedat.

## Biographie

### Jeunesse et études
Rahmatoullah al-Hindi est né le 9 mars 1817 ou en 1818 à Kaïrana (en), proche de New Delhi (actuelle Inde). Il est issu d'une famille aisée, comptant des émirs, savants et médecins. D'après les sources familiales, sa généalogie remonterait à Uthman ben Affan, troisième calife de l'islam. Rahmatoullah commence à suivre une éducation islamique traditionnelle à partir de 6 ans, mémorisant le Coran vers 12 ans. Il se rend ensuite à New Delhi où il étudie différentes sciences profanes, telles que les mathématiques et la médecine. Polyglotte, il maîtrise l'arabe, le persan et l'ourdou, trois langues dans lesquelles il rédigera plusieurs livres. Exerçant les fonctions de mufti et d'enseignant de la loi islamique (charia), il fonde une école coranique (madrassa) dans sa ville natale.

### Débat avec Pfander
Rahmatoullah se consacre par la suite à l'écriture et à réfuter les missionnaires chrétiens dont l'activité est croissante dans la région. En 1854, à Agra dans les provinces du Nord-Ouest, il est confronté au pasteur luthérien Karl Gottlieb Pfander (en) dans un débat théologique portant sur des thèmes variés comme les évangiles, le Coran, la divinité du Christ, la Trinité et Mahomet. Après deux jours de débat, les deux ont réclamé la victoire.

#### L'approche coranique de la Bible, selon Al Hindi
Al Hindi est l'un des théologiens musulmans qui a le plus étudié la question de l'approche des anciennes écritures dans le Coran. Il structure son analyse sur base des versets suivants : (Cor. V : 13) & (Cor. II : 40-42). Le Coran affirmant que des faux livres ont également été forgés : (Cor. II : 79). Ainsi, il souligne concernant les livres oubliés dont parle le Coran, sans doute d'après des échos chez des érudits juifs de Yathrib, que nous trouvons des références dans la Bible-même à des livres qui ne s’y trouvent point ; voici les endroits où la Bible cite des livres sacrés qui nous sont introuvables qu'il retient : (Nombres ; 21 : 14) : « Aussi est-il écrit dans le Livre des guerres de Yahvé : Vaheb près de Supha et le torrent d’Arnon et la pente du ravin etc. ». Or le Livre des guerres de Yahvé est introuvable. Il cite également : Le Livre de Jaschar  : (Josué ; 10 : 13) & (2Samuel ; 1 : 18). Les Mille cinq Proverbes et chants de Salomon sur les créatures. : (1 Rois ; 4 : 32-33). Les Paroles de Nathan : (2 Chroniques ; 9 : 29). L’Histoire d’Ozias : 2 Chroniques ; 26 : 22). L’Histoire d’Ezéchias & Les Actes d’Ezéchias : (2 Chroniques ; 32 : 32). Chants sur Josias : (2 Chroniques ; 35 : 25). Le Livre des signes du temps : (Néhémie ; 12 : 23). Le théologien cite ensuite des extraits du Nouveau Testament évoquant des prophéties en référence aux anciennes écritures qui y sont introuvables, voici les exemples qu'il cite : (Hébreux ; 12 : 21) ; (2 Timothée ; 3 : 8) ; (Actes ; 7 : 22-28) etc. Il écrit ensuite que la Bible confirme donc qu’une partie des écritures a été soit cachée soit perdue, soit oubliée, et affirme qu'il y a eu des corruptions, des altérations par interpolation et omission dans le corpus du texte en comparant différentes versions et en faisant des analyses croisées des différents livres par Bible. Il appuie ensuite ses affirmations pas d'autres théologiens de différentes obédiences.
Il rappelle que Jérémie dit que le Livre aurait été manipulé sciemment  : (Jérémie ; 8 : 8), et donne ensuite quelques exemples des contradictions dans la Bible qui semblent conforter, selon l'auteur, les affirmations du Coran, dont : (2 Samuel ; VIII : 1, 3, 4, 8, 9, 10, 12, 17) & (1 Chroniques ; XVIII : 1, 3, 4, 8, 9, 10, 11, 16) ; (1 Rois ;  XV : 33) & (2 Chroniques ; XVI : 1) ; (1 Rois ; IV : 26) & (2 Chroniques ; IX : 25).
Il fait également une analyse sur l'historique de la canonisation des Bibles par églises. Il note que les livres cachés sont une partie des livres qualifiés d’apocryphes, mot qui vient du grec apokryphos, « caché » . Il cite des livres apocryphes : Judith, Tobie, Sirac, la Sagesse de Salomon, Baruch et les deux livres des Maccabées, les livres d'Esdras, le Cantique des trois jeunes gens, Suzanne, Bel et le Dragon, et la Prière de Manassé, la Lettre d'Eugnostos ; et d’entre les évangiles l'Évangile selon les Hébreux, L’évangile de Barnabé, l’évangile du Christ, l’évangile selon Thomas, l’évangile de l’Enfance, l’évangile selon Marie et d’autres qui sont tenus pour apocryphes, c’est-à-dire textes à cacher. Pour terminer, il fait remarquer que pour certains, il s’agit de livres dont les chrétiens ont toujours des souvenirs par tradition : comme la scène de Jésus dans une écurie qui figure chez Barnabé et nulle part dans la Bible actuelle. Pourtant, les crèches sont universellement connues et cette scène est même représentée sur les murs de certaines églises.

### Rébellion indienne de 1857
En 1857 se produit un soulèvement populaire général contre l'occupant colonial britannique. Rahmatoullah y participe en organisant une petite cellule de résistance. Traqué par les Britanniques, il doit s'enfuir dans l'eyalet du Yémen, duquel il rallie La Mecque où il s'installe.

### La madrassa Sawlatia
Résidant à la Mecque, Rahmatoullah y fonde la première école moderne, la Madrasah as-Sawlatiyah (en) (également nommée al Madrasat-i Hindiyya en son hommage) en 1873.

### Séjours à Istanbul
Selon ses écrits, Rahmatoullah est alors convoqué à Constantinople par le sultan ottoman Abdülaziz, inquiété par des rumeurs mentionnant la défaite de Rahmatoullah face à Pfander et la christianisation du sous-continent. Rassuré par les réponses de Rahmatoullah, le sultan le récompense en lui octroyant un salaire mensuel de cent livres ottomanes, le nommant au conseil du gouverneur du sandjak de La Mecque, lui offrant une étoffe impériale et en lui décernant l'ordre du Médjidié. Par la suite, il fait arrêter les missionnaires présents sur le territoire de l'Empire et confisquent leurs ouvrages.
En 1884, il est une nouvelle fois convoqué à Constantinople, cette fois-ci par le sultan Abdülhamid II inquiet des querelles incessantes qui opposent Rahmatoullah à Osman Pacha, le nouveau gouverneur du sandjak de La Mecque, nommé en 1882. En effet, Osman se montre très suspicieux à l'égard de la Madrasah as-Sawlatiyah (en) en raison d'une calomnie répandue par les Britanniques qui voudrait que cette dernière soit en réalité une entreprise pour détruire le califat ottoman. Comme deux décennies auparavant, Rahmatoullah est une nouvelle fois reçu avec les honneurs par le sultan. Osman, qui s'attendait à ce qu'il soit sévèrement puni, finit par lui présenter ses excuses à son retour à La Mecque.
En 1887, le sultan Abdülhamid II s'inquiétant de l'état de santé déclinant du cheikh qui commençait à perdre la vue, le rendant incapable de lire et d'écrire, l'invita à Constantinople pour se faire soigner. Pendant le mois de ramadan, les deux hommes rompent le jeûne et effectuent les prières nocturnes (notamment celles du tarawih) ensemble. Le sultan lui offrit les services de six de ses meilleurs médecins (dont son médecin privé) qui voulurent l'opérer chirurgicalement au bout de deux mois. Rahmatoullah quitte finalement la capitale à l'été 1887 et s'excuse auprès du sultan de ne pas s'y installer (ce que ce dernier voulait ardemment pour être à ses côtés) afin de réaliser son souhait de mourir à La Mecque.

### Décès
Rahmatullah meurt en mai 1891 et est enterré dans le cimetière Jannat al-Mou'alla (en) de La Mecque.

## Œuvres
Rahmatullah al Hindi est l'auteur de nombreux livres en arabe, persan et ourdou :
- Izâlat al-Shurûk (Dissiper les doutes) deux volumes rédigés en ourdou.
- I'jâzun isawî (Une inimitabilité Christique), en ourdou.
- AL-Burûq al-Lâmi'a (Les Eclairs éticelants), en arabe.
- Taqlîb al-matâ'in (Le renversement des réfutations), en arabe.
- Mu'addal i'wijâj al-Thalâlîth (La stabilisation du déséquilibre de la balance), en ourdou.
- Izâlât'ul awhâm (Dissiper les illusions), en persan.
- Ahsan'al ahâdîth fî ibtâl al tathlîth (Le meilleur du Hadith pour une réfutation de la Trinité), en arabe.
- Al-Bahth al-Sharîf si ithbât al-naskh wat'tahrîf (Le Noble exemple en démonstration de l'abrogation et de l'altération), en arabe.
- Mi'yâr al-Tahqîq (Critère d'inverstigation), en arabe.

### Manifestation de la Vérité
Iz'hâr ul-haqq (Manifestation de la Vérité), rédigé en arabe, est l'ouvrage le plus célèbre de Rahmatullah al Hindi. Il y répond aux critiques et attaques des missionnaires.